# 風月區
風月區，是指妓院林立的地區，中國傳統稱為花街、花柳巷、煙花巷、煙花之地、花街柳巷等，日本稱為花街、花町。除了妓院外，風月區也有一些相關設施，如酒樓、料亭、茶館等飲食店，妓女會前往這些飲食店陪侍客人。
由於傳統上妓女不一定是性工作者，風月區與現代賣淫業集中的紅燈區並非完全等同。
傳統的風月區現時已在兩岸四地絕跡，有些僅作為歷史文化景點保留建築物。

## 中國大陸

### 北京
北京的八大衚衕是指前门外大栅栏附近青楼、妓馆、相公堂子云集的八条衚衕之总称，包括百顺胡同、石头胡同、韩家潭、万佛寺湾、大外廊馆、小外廊馆、王寡妇斜街、胭脂胡同、陕西巷、朱茅胡同。盛行於清朝。

### 南京
南京的秦淮河是另一個著名的風月區，晚明有八位才貌相傳的名妓，合稱秦淮八艷。

### 長安
長安的平康里是唐宋時期著名的風月區，
，宋人曾覿词曰：“平康巷陌，绣鞍金勒跃青骢。解衣沽酒醉弦管，柳绿花红”，以至后世将“平康”作为妓院的代称。

### 汴京
北宋汴京（今開封）的南斜街、北斜街、東雞兒巷、西雞兒巷、錄事巷、小甜水巷、道者院前面等地，皆為妓院林立之處。妓院中以五大名妓荟萃的樊楼名冠汴京。

### 廣州
廣州自清朝海禁以來出現了較具規模的風月區。風月區可分为水上和岸上两部分。一部分是在黄沙、清平路一带。另一部分在珠江水域上，又有珠江風月之稱。
乾隆時期沙面西端前而靖海门（即现在靖海路） 以迄幽蘭門一带，皆有妓艇，美稱花艇。道光年间，广州白鹅潭东面的谷埠（即今仁济路口对出江堤一带）為水上風月區，此外還有东堤、沙面、米埠与沙面之间的河面。清末时谷埠江堤边上停靠着无数紫洞艇（畫舫）、楼船和沙艇等。艇上一般有妓女一人到数十人不等。后来一场大火，相连的船艇尽毁。不少妓女葬身火海，至此風月區转移至大沙头。
大沙头風月區於1909年亦毀於大火，烧死了1000多人，珠江水上妓院才搬上岸，转移至东堤、陈塘南一带，租赁新建的洋楼继续“经营”，通称大寨妓女。其中陳塘一帶的妓院文化又有陳塘風月之稱。當水上風月區並沒有完全消失，仍有部分留在水上船艇，称中等寨妓女。更下等的叫“二四寨”、“炮寨”等。直至民国时期，广州珠江上仍有1800多艘“花艇”。

## 香港
香港島中西區中環的擺花街，於1840年代開闢，初時與周邊地區同為妓院的集中地，其中西式妓院多在擺花街開業，而中式的則集中在普慶坊附近的太平山街地區。這些妓院後來遷至上環水坑口街。
1904年香港第13任港督彌敦抵港，剛好上環水坑口街妓寨被大火夷平。彌敦靈機一觸，下令所有妓寨一律遷至石塘咀，利用妓院開發該區。石塘咀因而成為名盛一時的風月區，當時石塘咀有數百間妓院，「大寨」70多家，妓女近二千人，酒樓40家，而依靠妓寨維生的人更接近五萬人，遂有「塘西風月」之稱。至彌敦任港督期間，把妓院西移至石塘咀，然後改建民居。
到1935年香港政府依隨英國法例立法禁娼，曇花一現的塘西風月暫告一段落。不過在香港日佔時期，因為日軍總督部頒令所有華人妓院必須遷到石塘咀的「娛樂區」，所以石塘咀曾再度繁華起來。當時石塘咀易名為藏前區，大酒家和妓寨都相繼復業，高峰時期領有牌照的妓院有五百多家。不過當時民不聊生，能夠上妓院的只有一批日憲密偵。

## 澳門
澳門最著名的風月區位於福隆新街一帶，除福隆新街外，還包括福榮里、福寧里、蓬萊新巷、清和里、白眼塘建築群，風月場分為上中下三等。福榮里開設與福隆新街和宜安街稱為澳門高級妓寨三街，其中不乏紅牌阿姑。現時為迄今為止保存得最完整的中國青樓建築群，是青樓文化的唯一「化石」。
宜安街也是青樓集中地，原名是福隆新巷，「宜安」本是一所富豪俱樂部，因為名氣大，故人皆知有宜安而不知有福隆新巷，稱此街為宜安街。

## 臺灣
臺灣由清治時期至日治時期有藝旦，日治時代則出現法定的「貸座敷指定區域」，即遊廓。日治時期臺北市大稻埕為風月區，有「江東春蓬」之稱的江山樓、東薈芳、春風樓、蓬萊閣等以及山水亭為台北藝旦的主要營業區域，主要進行公開表演。
藝旦接待客人的私人地方為藝旦間。早期地點以「柴寮仔」（今寧夏路）一帶居多，其次是「太平町通」（今延平北路二段一帶）。為了工作方便，藝旦大多住在二樓；裝飾華麗的寐臺、金絲銀絲及鏤刻的刺繡花鳥，正是所謂「一樓一妓」的最佳寫照。
日治時代的「遊廓」，根據昭和5年（1930年）日本內地出版的『全國遊廓案內』，台灣有台北萬華遊廓、彰化街遊廓、花蓮港遊廓、台中初音町遊廓、嘉義遊廓、台南新町遊廓、高雄榮町遊廓、馬公街遊廓等。

## 日本
在日本，花街是指藝妓屋、遊女屋集中之地域。花柳（かりゅう）という別称もある，也作為遊廓的別称，如「花街漫錄」即為一例。近代以降指藝妓業許可地之中心。
花街是許可料亭、藝妓置屋、待合茶屋三種營業之地，故又稱三業地（只有前二者的則稱為二業地），是得到公安委員會（第二次世界大戰時期的警察署）營業許可的特殊地域。又有花柳街とほぼ，之稱，在20世紀前半是主要的遊興地帶。地域名常冠以某某三業地（二業地），例如東京都内的白山三業地、麻布三業地、大塚三業地等花街。
過去的花街有東京的吉原、長崎市的丸山等。現存的花街有京都五花街（祇園甲部、先斗町、上七軒・、祇園東、宮川町）、東京的東京六花街（新橋、赤坂、神樂坂、芳町、向島、淺草）及大塚、八王子、大阪四花街（北新地、南地、堀江、新町）、地方都市では「日本三大花街」新潟市古町、長崎（丸山町、寄合町）、金澤、博多等。